# فهرست غزل‌های دیوان حافظ
فهرست غزل‌های دیوان حافظ به ترتیب حروف الفبا بر پایهٔ مصراع اول منتها از انتها به ابتدا در زیر آمده است. بخش تکرارشوندهٔ قافیه با پس‌زمینهٔ رنگی مشخص شده است. تصحیح محمد قزوینی و قاسم غنی که در مالکیت عمومی قرار دارد مبنای کار قرار گرفته است.

## الف
1. صلاح کار کجا و من خراب کجا
2. دل می‌رود ز دستم صاحبدلان خدا را
3. به ملازمان سلطان که رساند این دعا را
4. اگر آن ترک شیرازی به دست آرد دل ما را
5. صبا به لطف بگو آن غزال رعنا را
6. صوفی بیا که آینه صافی است جام را
7. ساقیا برخیز و در ده جام را
8. رونق عهد شباب است دگر بستان را
9. دوش از مسجد سوی میخانه آمد پیر ما
10. ای فروغ ماه حسن از روی رخشان شما
11. ساقی به نور باده برافروز جام ما
12. الا یا ایها الساقی ادر کأساً و ناولها